# Стрілка (притока Нічлавки)
Стрілка (Мала Рудка) — річка в Україні, в межах Тернопільського і Чортківського районів Тернопільської області. Ліва притока Нічлавки (басейн Дністра).
Долина у верхів'ї трапецієподібна, нижче — V-подібна, глибина у пониззі — до 50 м. Річище слабозвивисте, завширшки до 4 м. Похил річки 1,9 м/км. Живлення мішане. Льодостав від грудня до березня. Є ставки. Воду частково використовують для господарських потреб.
Бере початок на схід від села Кобиловолоки Теребовлянського району. Впадає в Нічлавку в межах міста Копичинці.
- У пониззі річка також носить назву Мала Рудка.